# DYNC1I2
DYNC1I2‏ (Dynein cytoplasmic 1 intermediate chain 2) هوَ بروتين يُشَفر بواسطة جين DYNC1I2 في الإنسان.